# 罗伯特·瑟尔韦尔
罗伯特·瑟尔韦尔（英語：Robert Thirlwell，1941年10月2日—2017年1月6日）美国音频工程师。他曾3次提名奥斯卡最佳音响效果奖。

## 部分影视作品
- 九霄云外（英语：Outland (film)） (1981)[1]
- 怒河春醒（英语：The River (1984 film)） (1984)[2]
- 回到未来 (1985)[3]